# Metopius alanicus
Metopius alanicus är en stekelart som beskrevs av Valentina I. Tolkanitz 2002. Metopius alanicus ingår i släktet Metopius och familjen brokparasitsteklar. Inga underarter finns listade i Catalogue of Life.